# Тіто Сантана
Мерсед Соліс (народився 10 травня 1953 року), більш відомий під псевдонімом Тіто Сантана — американський професійний реслер і вчитель середньої школи.
Сантана залишався бейбіфейсом протягом усієї своєї кар'єри і найбільш відомий своїми виступами у Всесвітній Федерації Рестлінгу (WWF) між 1979 і 1993 роками (пропустивши частину 1980 року і повернувшись у 1983 році), де він був двічі Інтерконтинентальним Чемпіоном WWF у важкій вазі і двічі володарем титулу Командного Чемпіона WWF. Він також виграв турнір «Король рингу» (англ. King of the Ring) 1989 року і провів найперший в історії Реслманій матч, а ще допоміг подолати розрив між епохою «Зв'язку рок-н-ролу та реслінгу» 1980-х років та епохою «Нового Покоління» 1990-х років.
Сантана був включений до Зали слави WWE у 2004 році та до Залу слави професійного реслінгу у 2013 році. Під час виступів у WWF, Сантана, попри те, що народився і виріс у Техасі, був заявлений з «Токули, Мексика», що може бути помилковим посиланням на місто Толука. До цього дня він все ще періодично виступає на незалежних змаганнях.